# Predatoroonops phillips
Predatoroonops phillips — вид аранеоморфних павуків родини Oonopidae. Описаний у 2012 році.

## Назва
Всі види павуків з роду Predatoroonops, що відкриті у 2012 році, названі на честь персонажів або елементів з серії фільмів «Хижак». Вид P. phillips названо на честь персонажа першого фільму «Хижак» генерала Гомера Філіпса, якого зіграв Роберт Голден Армстронг.

## Поширення
Ендемік Бразилії. Виявлений у муніципалітеті Уна штату Баїя на сході країни.

## Опис
Тіло у голотипу самця завдовжки 1,35 мм.